# Synagoge (Burghaun)

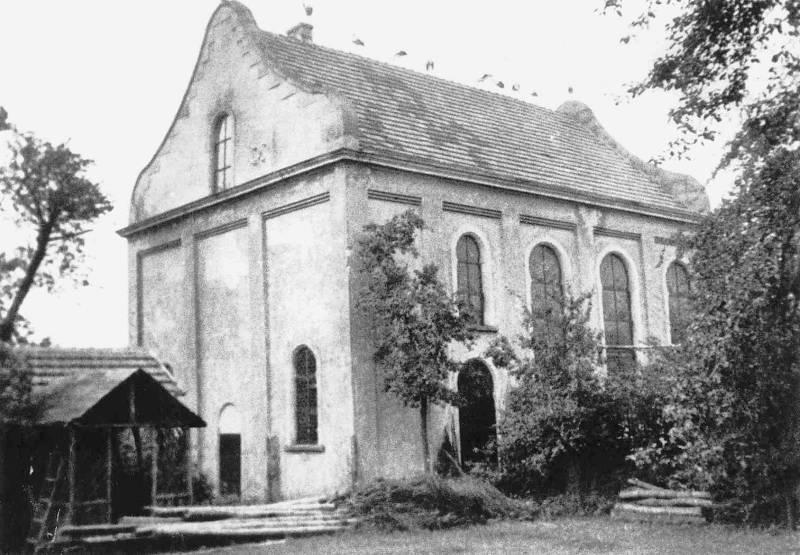
Synagoge in Burghaun (um 1930)

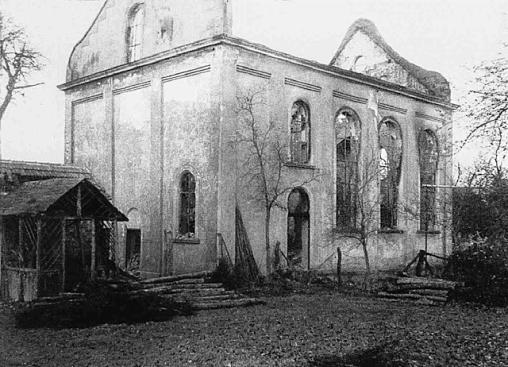
Die Synagogenruine im Jahr 1939

Die Synagoge in Burghaun, einer Gemeinde im Landkreis Fulda in Osthessen, wurde 1910 errichtet. Sie ersetzte eine Fachwerk-Synagoge, die sich ebenfalls in der Ringstraße (früher Renngasse) befand. Im Jahr 1912 wurde die alte Synagoge abgerissen.

## Beschreibung
Die neue Synagoge war ein rechteckiger, massiver Satteldachbau mit geschweiften Giebeln und eingezogenem Erker für den Toraschrein. Die fünf Fensterachsen wurden außen durch lisenengerahmte Felder gegliedert. In diesen saßen rundbogige, an den Kämpfern leicht eingeschnürte Fenster. Das Gebäude hatte einen Bruchsteinsockel und ein umlaufendes Kranzgesims. An der Südseite befanden sich die zwei Portale, das kleinere rechte führte in einen Vorraum und von dort gelangte man über eine Treppe zur Frauenempore.

## Zeit des Nationalsozialismus
Nach einer NSDAP-Veranstaltung am Abend des 9. November 1938 zogen Parteigenossen zur Synagoge und setzten den Innenraum in Brand. Das Gebäude brannte völlig nieder. Die Reste wurden später abgetragen.

## Gedenken
Im Herrenhof von Burghaun befindet sich seit 1994 eine Gedenktafel mit der Inschrift: „Zur Erinnerung an die Burghauner Synagogengemeinde, die länger als 300 Jahre bestanden hat, und zum Gedenken an die in den Jahren des Nationalsozialismus verfolgten jüdischen Bürgerinnen und Bürger, von denen mehr als 50 in den Todeslagern und Ghettos ermordet wurden. Das Bewußtsein dieser Schuld macht Versöhnung möglich und mahnt uns, stets für die Menschenrechte einzutreten.“